# Anomala menadocola
Anomala menadocola är en skalbaggsart som beskrevs av Louis Burgeon 1932. Anomala menadocola ingår i släktet Anomala och familjen Rutelidae. Inga underarter finns listade i Catalogue of Life.